# Dicranomyia (Dicranomyia) chlorotica
Dicranomyia (Dicranomyia) chlorotica is een tweevleugelige uit de familie steltmuggen (Limoniidae). De soort komt voor in het Neotropisch gebied.